# Julio César Cortés
Julio César "El Pocho" Cortés Lagos (Montevidéu, 29 de março de 1941 – 24 de julho de 2025) foi um técnico de futebol uruguaio e meia que participou de três Copas do Mundo com a seleção uruguaia.
Em nível de clube, Cortés teve mais sucesso durante o período em que jogou pelo Peñarol, vencendo dois títulos da Primeira Divisão Uruguaia, a Copa Libertadores e a Copa Intercontinental em 1966.
Ele passou a maior parte de sua carreira de treinador na América Central, gerenciando vários clubes e tendo duas passagens como técnico da Seleção Guatemalteca, o que levou a vencer o torneio da Copa das Nações Unidas de 2001.

## Carreira como jogador

### Clubes
Cortés iniciou sua carreira no Sud América e em 1962, se transferiu para o Cerro. Ele deixou o clube em 1965 para ir  jogar na Argentina pelo Rosario Central.
Depois de uma temporada com o Rosario, Cortés retornou ao Uruguai para se juntar ao Peñarol em 1966 e se tornou parte de um time que incluía jogadores como Pedro Rocha, Alberto Spencer, Julio César Abbadie e Omar Caetano.
A equipe conquistou a Copa Libertadores em 1966, com Cortés marcando um gol decisivo contra o arqui-rival Nacional na semifinal em 23 de abril de 1966, que permitiu que a equipe chegasse à final, onde derrotou o River Plate da Argentina após três partidas. Mais tarde naquele ano, Cortés ajudou Peñarol a derrotar o campeão europeu Real Madrid para conquistar o título da Copa Intercontinental. Enquanto Cortés estava jogando para o clube, Peñarol também ganhou a Primeira Divisão Uruguaia em 1967 e 1968.
Depois, ele passou por clubes no México, El Salvador, Estados Unidos e Costa Rica.

### Seleção
De 1962 a 1970, Cortés jogou 30 vezes na Seleção Uruguaia, marcando 3 gols. Ele fez sua estréia internacional em 2 de maio de 1962 em uma vitória por 3 a 2 contra a Escócia, em Glasgow, pouco antes da Copa do Mundo de 1962, na qual ele jogou em uma partida. Ele também jogou nas Copas do Mundo de 1966 e 1970, sendo um dos seis jogadores uruguaios a fazer parte de três seleções na Copa do Mundo.
Na Copa do Mundo de 1970, no México, ele jogou todos os seis jogos do Uruguai, quando a equipe chegou às semifinais, onde perdeu para o Brasil. Com a partida de consolação contra a Alemanha Ocidental, Cortés chegou a um total de 11 partidas disputadas na Copa do Mundo, a segunda maior do Uruguai, somente atrás do goleiro Ladislao Mazurkiewicz com  13 jogos. O jogo contra os alemães também foi seu último jogo internacional.

## Carreira como treinador

### Clubes
Depois de jogar na Costa Rica no final da década de 1970, Cortés tornou-se treinador e passou quase três décadas gerenciando vários clubes na Costa Rica, Guatemala e El Salvador.
Em 1983, Cortés levou o Deportivo Suchitepéquez ao seu único título nacional até à data. Outros clubes guatemaltecos que ele treinou nas décadas de 1980 e 1990 foram o Juventud Retalteca, o Comunicaciones e o Aurora FC. Na Costa Rica, ele treinou Turrialba e o Deportivo Saprissa na década de 1990, e nos anos 2000, ele treinou Águila de El Salvador, Deportivo Jalapa da Guatemala e San Carlos da Costa Rica.

### Seleção
Em 1987, Cortés foi nomeado treinador da Seleção Guatemalteca, administrando-a nos Jogos Pan-Americanos daquele ano. Esta passagem durou pouco mais de um ano até ser substituído por Jorge Roldán em abril de 1988.
O segundo período de Cortés como treinador da seleção começou em junho de 2000 e terminou três anos depois. Durante esse período, a Guatemala não conseguiu se classificar para a Copa do Mundo de 2002, mas ganhou a Copa das Nações Unidas de 2001 - seu primeiro título internacional em 34 anos - e terminou como vice-campeã dois anos depois.
Após ser afastado do cargo de técnico da seleção nacional em abril de 2003, Cortés processou a federação guatemalteca de futebol (FEDEFUT) por quebra de contrato, exigindo o pagamento de parte de sua remuneração como técnico da seleção. O técnico levou o caso à FIFA, que em 2006 decidiu que o FEDEFUT lhe pagaria parte do que ele exigia. Em setembro de 2006, o FEDEFUT reagiu contra o treinador, acusando-o de fraude diante de um tribunal local, que ditou que Cortés - que na época vivia na Costa Rica e estava no momento na Guatemala - permanecesse no país.

### Morte
Em 24 de julho de 2025 foi anunciado que Julio Cesar Cortes faleceu aos 84 anos.

## Títulos
Jogador
- Copa Libertadores: 1966
- Primeira Divisão Uruguaia: 1967, 1968

Treinador
- Liga da Guatemala: 1983
- Copa da Guatemala: 1984–85 e 2005
- Copa das Nações Unidas: 2001